# Streptopetalum
Streptopetalum é um género botânico pertencente à família Turneraceae.
1. ↑  «Streptopetalum — World Flora Online». www.worldfloraonline.org. Consultado em 19 de agosto de 2020